# Ruta 755 (Costa Rica)
La Ruta 755, oficialmente Ruta Nacional Terciaria 755, es una ruta nacional de Costa Rica ubicada en las provincias de Alajuela y Puntarenas.

## Descripción
En la provincia de Alajuela, la ruta atraviesa el cantón de San Mateo (el distrito de Labrador).
En la provincia de Puntarenas, la ruta atraviesa el cantón de Esparza (el distrito de Caldera).